# Vuzmetinci
Vuzmetinci so naselje v Občini Ormož.